# Dani California
Dani California is een nummer van de Red Hot Chili Peppers. Het werd in mei 2006 uitgebracht als eerste single van hun negende studioalbum Stadium Arcadium. Dani California won in 2007 de Grammy Award voor "Best Rock Song" en "Best Rock Performance by a Duo or Group with Vocal".

## Geschiedenis
De band speelde het nummer een eerste maal akoestisch op een concert voor de Silverlake Conservatory of Music.
Dani California werd een week voor de release van Stadium Arcadium uitgebracht. De internationale radiopremière was op 3 april, de videoclip volgde een dag later. In Nederland bereikte de single de nummer 8-positie in de Nederlandse Top 40, na negentien weken viel het nummer buiten de Top 40. In het Verenigd Koninkrijk en Zweden werd de nummer 8-positie bereikt. In de Amerikaanse Modern Rock, bleef het nummer veertien weken lang op nummer 1 staan. Na 21 weken staat het lied op nummer 10. En in de belangrijkste Amerikaanse hitlijst, de Billboard Hot 100 was de hoogste positie nummer 6.
Op een Amerikaans radiostation werd, kort na de release van Dani California, de originaliteit van het lied in twijfel getrokken. Men beweerde dat Dani California sterk lijkt op Tom Petty's Mary Jane's Last Dance. Petty verklaarde echter dat hij niet geloofde dat er kwaad opzet in het spel was, en besloot de Peppers niet voor de rechter te slepen.

## Dani
Dani California is hetzelfde meisje als "Dani the girl", waarover werd gezongen in de single By the Way (2002), en de "teenage bride with a baby inside" van het nummer Californication (1999).
"Dani" is bedacht door de frontman van de Peppers Anthony Kiedis. Hij heeft gezegd dat "Dani" al zijn ex-vriendinnen representeert. Ook heeft hij gezegd dat het zijn favoriete meisjesnaam is.

## Videoclip
De regisseur van de video is Tony Kaye, die ook de film American History X regisseerde. In de videoclip passeren verschillende tijdperken in de rockmuziek de revue: Rockabilly, British Invasion, Psychedelisch, Funk, Glamrock, Punk, Gothic, Metal, Grunge. De Peppers imiteren daarbij bekende personen en groepen uit de rockmuziek: Elvis Presley, The Beatles, Jimi Hendrix, Cream, Parliament-Funkadelic, David Bowie, Slade, Sex Pistols, Misfits (band), Poison, Nirvana en ten slotte zichzelf. De clip werd genomineerd voor een Grammy Award in 2007.

## Hitlijsten
| "Dani California" in de Nederlandse Top 40 - binnen: 22 april 2006 | "Dani California" in de Nederlandse Top 40 - binnen: 22 april 2006 | "Dani California" in de Nederlandse Top 40 - binnen: 22 april 2006 | "Dani California" in de Nederlandse Top 40 - binnen: 22 april 2006 | "Dani California" in de Nederlandse Top 40 - binnen: 22 april 2006 | "Dani California" in de Nederlandse Top 40 - binnen: 22 april 2006 | "Dani California" in de Nederlandse Top 40 - binnen: 22 april 2006 | "Dani California" in de Nederlandse Top 40 - binnen: 22 april 2006 | "Dani California" in de Nederlandse Top 40 - binnen: 22 april 2006 | "Dani California" in de Nederlandse Top 40 - binnen: 22 april 2006 | "Dani California" in de Nederlandse Top 40 - binnen: 22 april 2006 | "Dani California" in de Nederlandse Top 40 - binnen: 22 april 2006 | "Dani California" in de Nederlandse Top 40 - binnen: 22 april 2006 | "Dani California" in de Nederlandse Top 40 - binnen: 22 april 2006 | "Dani California" in de Nederlandse Top 40 - binnen: 22 april 2006 | "Dani California" in de Nederlandse Top 40 - binnen: 22 april 2006 | "Dani California" in de Nederlandse Top 40 - binnen: 22 april 2006 | "Dani California" in de Nederlandse Top 40 - binnen: 22 april 2006 | "Dani California" in de Nederlandse Top 40 - binnen: 22 april 2006 | "Dani California" in de Nederlandse Top 40 - binnen: 22 april 2006 | "Dani California" in de Nederlandse Top 40 - binnen: 22 april 2006 | "Dani California" in de Nederlandse Top 40 - binnen: 22 april 2006 |
| Week                                                               | 1                                                                  | 2                                                                  | 3                                                                  | 4                                                                  | 5                                                                  | 6                                                                  | 7                                                                  | 8                                                                  | 9                                                                  | 10                                                                 | 11                                                                 | 12                                                                 | 13                                                                 | 14                                                                 | 15                                                                 | 16                                                                 | 17                                                                 | 18                                                                 | 19                                                                 | 20                                                                 |                                                                    |
| ------------------------------------------------------------------ | ------------------------------------------------------------------ | ------------------------------------------------------------------ | ------------------------------------------------------------------ | ------------------------------------------------------------------ | ------------------------------------------------------------------ | ------------------------------------------------------------------ | ------------------------------------------------------------------ | ------------------------------------------------------------------ | ------------------------------------------------------------------ | ------------------------------------------------------------------ | ------------------------------------------------------------------ | ------------------------------------------------------------------ | ------------------------------------------------------------------ | ------------------------------------------------------------------ | ------------------------------------------------------------------ | ------------------------------------------------------------------ | ------------------------------------------------------------------ | ------------------------------------------------------------------ | ------------------------------------------------------------------ | ------------------------------------------------------------------ | ------------------------------------------------------------------ |
| Nummer                                                             | 47                                                                 | 29                                                                 | 18                                                                 | 10                                                                 | 8                                                                  | 11                                                                 | 11                                                                 | 14                                                                 | 17                                                                 | 18                                                                 | 21                                                                 | 22                                                                 | 22                                                                 | 23                                                                 | 24                                                                 | 26                                                                 | 28                                                                 | 29                                                                 | 32                                                                 | 32                                                                 | uit                                                                |

### NPO Radio 2 Top 2000
| Nummer met noteringen in de NPO Radio 2 Top 2000 | '09 | '10  | '11 | '12 | '13 | '14 | '15 | '16 | '17 | '18 | '19 | '20  | '21  | '22 | '23  | '24  |
| ------------------------------------------------ | --- | ---- | --- | --- | --- | --- | --- | --- | --- | --- | --- | ---- | ---- | --- | ---- | ---- |
| Dani California                                  | 338 | 1258 | 538 | 564 | 516 | 852 | 724 | 722 | 920 | 826 | 894 | 1007 | 1025 | 977 | 1105 | 1180 |

1. ↑  Een vetgedrukt getal geeft de hoogste notering aan.
2. ↑  2009 was het eerste jaar met een notering voor dit nummer.

## Tracklist
De B-kanten (Million Miles of Water, Whatever We Want en Lately) werden opgenomen tijdens de Stadium Arcadium-sessies, maar hebben het album niet gehaald. De single werd uitgebracht in verschillende versies.

### Cd-single
1. Dani California – 04:42
2. Million Miles of Water – 04:06

### Cd-maxi
1. Dani California – 04:45
2. Whatever We Want – 04:48
3. Lately – 02:56

### 7" picture disc
1. Dani California – 04:45
2. Whatever We Want – 04:48